# Połomin
Połomin – wieś w Polsce położona w województwie podlaskim, w powiecie sokólskim, w gminie Suchowola.
Wieś królewska ekonomii grodzieńskiej położona była w końcu XVIII wieku  w powiecie grodzieńskim województwa trockiego. W latach 1975–1998 miejscowość administracyjnie należała do województwa białostockiego.
Wierni kościoła rzymskokatolickiego należą do parafii Przemienienia Pańskiego w Hołodolinie.

## Urodzeni w Połominie
- Jerzy Szacki – polski duchowny rzymskokatolicki, proboszcz Wojska Polskiego II RP[9].